# Lichen simplex chronique
Le lichen simplex chronique ou lichen simplex chronicus est une maladie cutanée locale, chroniquement inflammatoire, en forme de plaque et lichénoïde (nodulaire) qui survient par épisodes et est associée à de fortes démangeaisons. Elle est également connue sous les noms de neurodermatitis cirumscripta , lichen chronicus vidal ou « maladie de Vidal ».

## Symptômes
Le lichen simplex chronique se caractérise par de fortes démangeaisons localisées qui ne peuvent être soulagées par le grattage. Des papules de la taille d'une graine de chanvre, dures, brun rougeâtre ou de couleur chair se forment , ce qui entraîne un épaississement important de la peau ( lichénification ). La région du cou, les côtés extenseurs des avant-bras et du bas des jambes, la région du sacrum et la région génitale sont particulièrement touchés. La tension psychologique ou le stress peuvent entraîner une aggravation ou une récidive de la maladie..

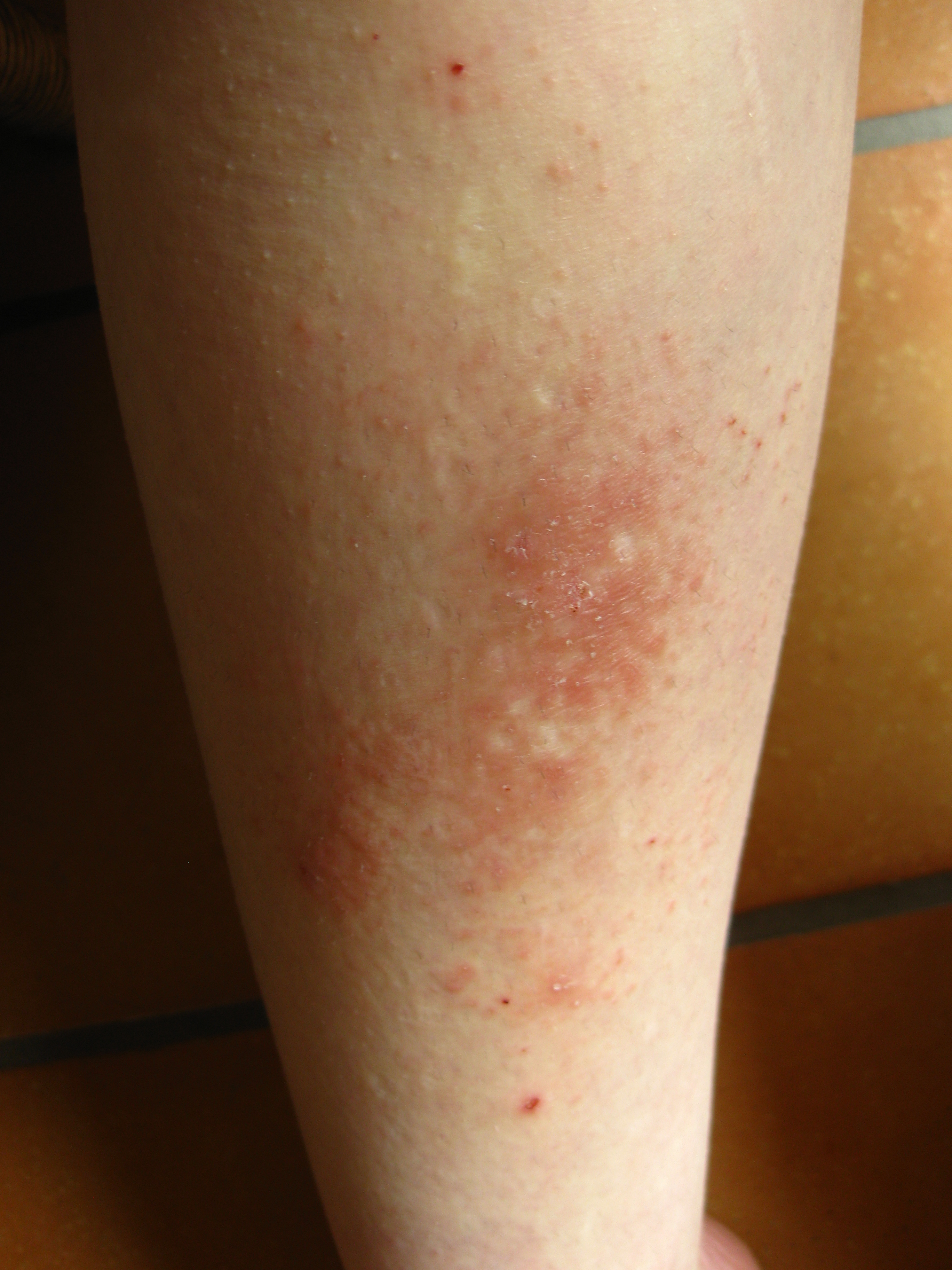
Récidive de lichen simplex chronique sur le tibia
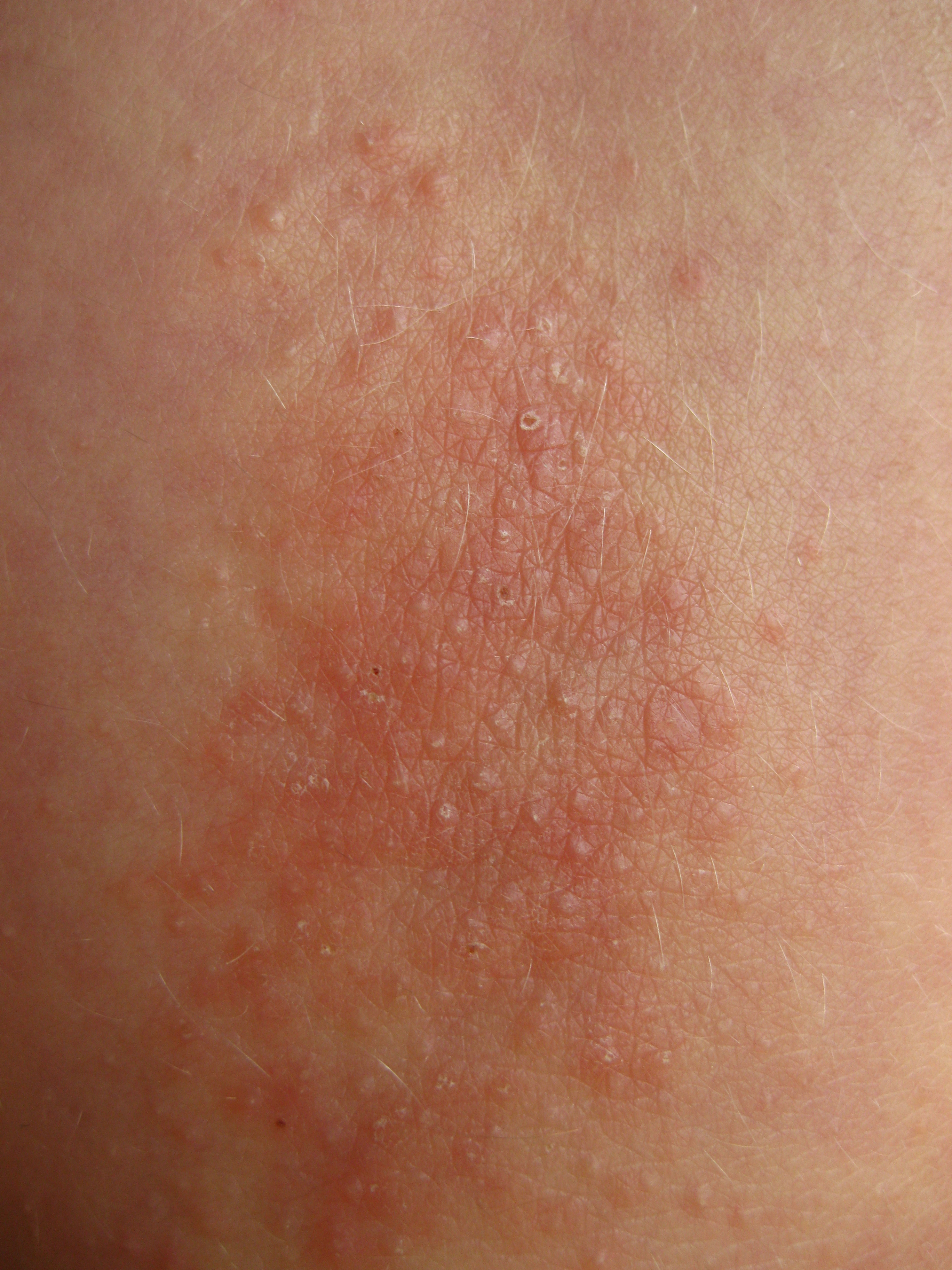
Lichen simplex chronique sur l'avant-bras
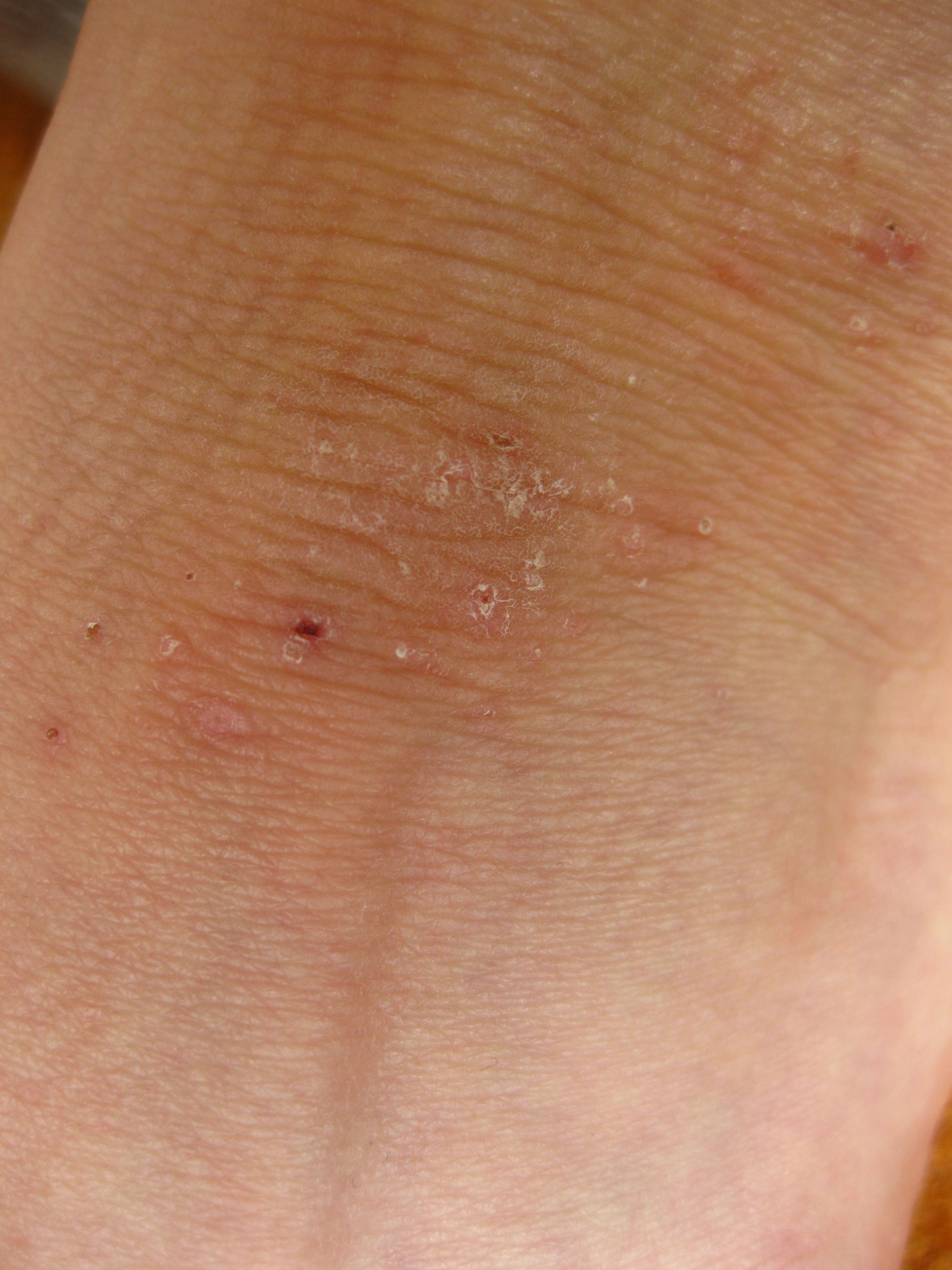
Lichen simplex chronique de la cheville

## Causes
Les causes du lichen simplex chronique ne sont pas claires. Une variante négative de l'eczéma autopique est discutée . Mais des facteurs psychologiques semblent également entrer en jeu. Le fait est que toute irritation de la peau entraîne une aggravation des foyers de lichen. Le plus gros problème est le grattage, une réaction en chaîne se produit. On essaie d'arrêter les démangeaisons qui surviennent en se grattant, mais les démangeaisons reviennent plus intensément provoquant un prurit supplémentaire, créant un cercle vicieux (« cycle de prurit-grattage »),.

## Diagnostic

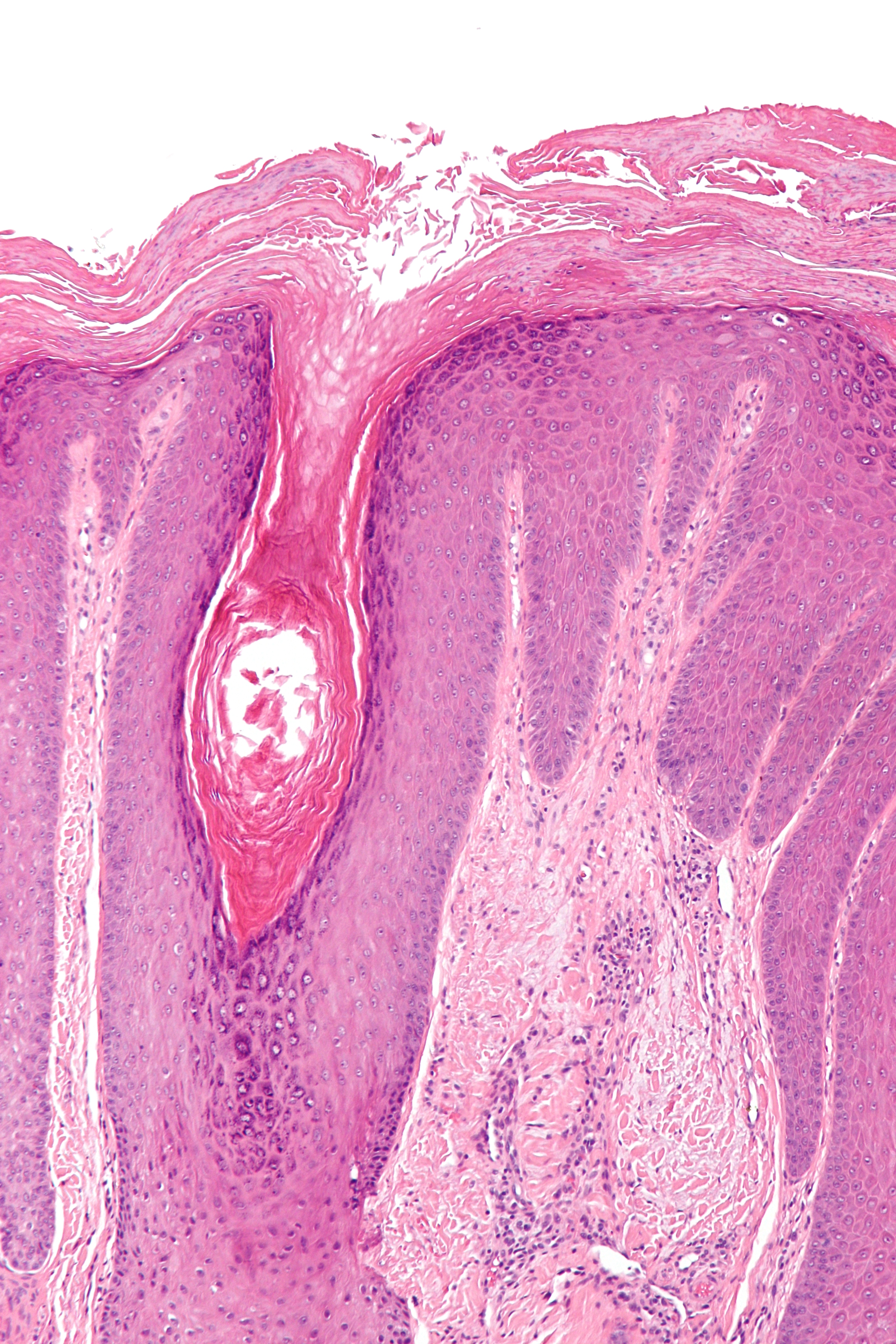
Coupe histologique d'une biopsie cutanée chez le lichen simplex chronicus

Le diagnostic repose d'une part sur les symptômes ( prurit , lichénification et évolution chronique ) et d'autre part sur l' histologie .Dans le cadre d'une biopsie, un échantillon de tissu est prélevé dans la zone modifiée et examiné histologiquement. Le lichen simplex chronicus peut être diagnostiqué de manière fiable de cette manière. Les diagnostics différentiels possibles doivent être envisagés à l'avance (dermatite de contact , dermatite atopique ou lichen plan) .

## Thérapie
Étant donné que le lichen simplex chronicus est une maladie chronique dont les causes et les déclencheurs sont inconnus, un traitement à long terme est essentiel. De plus, la maladie s'est avérée extrêmement résistante aux traitements. Elle est traitée avec des onguents contenant de la cortisone , qui sont généralement utilisés sous des pansements occlusifs . Les antihistaminiques peuvent être utilisés pour soulager les démangeaisons. De bons résultats peuvent également être obtenus à l'aide de la photothérapie ou de la PUVA-thérapie. Le patient doit veiller à ne pas couvrir constamment les parties du corps touchées avec des vêtements, car le rayonnement solaire et la ventilation de la peau malade ont un effet bénéfique sur la guérison. Il faut également veiller à ne pas irriter inutilement la peau (par exemple avec des éponges de bain dures et rugueuses ou un gel douche parfumé). Même si une plaie de lichen simplex chronicus est complètement guérie, il y a une forte probabilité qu'elle se reproduise au même endroit après six à douze mois. Étant donné que les démangeaisons sévères qui surviennent peuvent réduire considérablement la qualité de vie, selon l'étendue de la maladie, une prise en charge psychosomatique du patient est recommandée.